# Chris Kaoma
Chris Kaoma (ur. 28 sierpnia 1955 w Chililabombwe) – zambijski piłkarz grający na pozycji pomocnika. W swojej karierze grał w reprezentacji Zambii.

## Kariera klubowa
Swoją piłkarską karierę Kaoma rozpoczął w klubie Kalulushi Modern Stars, w którym zadebiutował w 1974 roku. W 1975 roku przeszedł do Green Buffaloes. W latach 1975, 1977 i 1979 wywalczył z nim trzy mistrzostwa Zambii. W 1980 roku odszedł do City of Lusaka, a w 1981 roku został zawodnikiem klubu Nkana Red Devils. W 1982 i 1983 został z nim mistrzem kraju. W latach 1985-1988 ponownie występował w Kalulushi Modern Stars, w którym zakończył karierę.

## Kariera reprezentacyjna
W 1982 roku Kaoma był powołany do reprezentacji Zambii na Puchar Narodów Afryki 1982. Zagrał na nim w jednym meczu grupowym, z Etiopią (1:0). Z Zambią zajął 3. miejsce w tym turnieju.